# Lekkoatletyka na Światowych Wojskowych Igrzyskach Sportowych 2015 – bieg na 800 m mężczyzn
Bieg na 800 metrów mężczyzn – jedna z lekkoatletycznych konkurencji biegowych rozegranych w dniach 4–6 października 2015 roku podczas 6. Światowych Wojskowych Igrzyskach Sportowych na kompleksie sportowym KAFAC Sports Complex w Mungyeongu. Polak Marcin Lewandowski zdobył brązowy medal igrzysk wojskowych. 

## Terminarz
| Data                | Godzina (UTC+09:00) | Wydarzenie |
| ------------------- | ------------------- | ---------- |
| 4 października 2015 | 17:50               | Eliminacje |
| 5 października 2015 | 16:40               | Półfinał   |
| 6 października 2015 | 15:50               | Finał      |

## Rekordy
Tabela prezentuje rekord świata, a także rekord Igrzysk wojskowych (CSIM) przed rozpoczęciem mistrzostw.
|                                   | Zawodnik       | Wynik   | Miejsce | Data                  |
| --------------------------------- | -------------- | ------- | ------- | --------------------- |
| Rekord świata                     | David Rudisha  | 1:40,91 | Londyn  | 11 sierpnia 2012(dts) |
| Rekord Igrzyska wojskowych (CSIM) | Philip Kibitok | 1:45,63 | Rzym    | 24 września 1995(dts) |

## Medaliści
| Złoto                            | Srebro                 | Brąz                        |
| Ali al-Deraan · Arabia Saudyjska | Jackson Kivuva · Kenia | Marcin Lewandowski · Polska |

## Rezultaty

### Kwalifikacje
Awans do półfinałów: 3 najszybszych zawodników z każdego biegu (Q) oraz 4 z najlepszymi czasami wśród przegranych (q).
| Pozycja | Bieg | Zawodnik                      | Państwo           | Czas    | Uwagi |
| ------- | ---- | ----------------------------- | ----------------- | ------- | ----- |
| 1       | 1    | Abubaker Haydar Abdalla       | Katar             | 1:48,81 | Q     |
| 2       | 3    | Ali al-Deraan                 | Arabia Saudyjska  | 1:48,98 | Q     |
| 3       | 3    | Jonathan Kitilit              | Kenia             | 1:50,03 | Q     |
| 4       | 1    | Linus Kiplagat                | Bahrajn           | 1:50,20 | Q     |
| 5       | 3    | Amine Belferar                | Algieria          | 1:50,42 | Q     |
| 6       | 1    | Marcin Lewandowski            | Polska            | 1:52,30 | Q     |
| 7       | 3    | Sajad Bahmani                 | Iran              | 1:52,74 | q     |
| 8       | 3    | Kim Bong-soo                  | Korea Południowa  | 1:53,06 | q     |
| 9       | 2    | Jackson Kivuva                | Kenia             | 1:53,73 | Q     |
| 10      | 2    | Jonathan Kipkosgei            | Bahrajn           | 1:53,79 | Q     |
| 11      | 2    | Roland Christen               | Szwajcaria        | 1:53,98 | Q     |
| 12      | 2    | Diego Villanueva              | Wenezuela         | 1:54,30 | q     |
| 13      | 4    | Jamal Hairane                 | Katar             | 1:54,34 | Q     |
| 14      | 1    | Jinson Johnson                | Indie             | 1:54,74 | q     |
| 15      | 4    | Remi Montero                  | Francja           | 1:54,99 | Q     |
| 16      | 4    | Janis Razgalis                | Łotwa             | 1:55,15 | Q     |
| 17      | 2    | Sung Yun Back                 | Korea Południowa  | 1:55,16 |       |
| 18      | 1    | Vincent Duguay                | Kanada            | 1:55,62 |       |
| 19      | 4    | Ammar Znaidia                 | Tunezja           | 1:55,72 |       |
| 20      | 3    | Joseph Boland                 | Kanada            | 1:55,97 |       |
| 21      | 2    | Florian Seres                 | Węgry             | 1:56,32 |       |
| 22      | 4    | Kendis Bullard                | Trynidad i Tobago | 1:56,83 |       |
| 23      | 4    | Davoodi Akbar                 | Iran              | 1:57,92 |       |
| 24      | 1    | Stanimir Hristov Bochev       | Bułgaria          | 2:06,36 |       |
| -       | 1    | Emmanuel Chimdzeka            | Malawi            | DNF     |       |
| -       | 2    | Pethias Barclays Gondwe Mdoka | Malawi            | DNF     |       |

### Pólfinały
Awans do finału: 3 najszybszych zawodników z każdego biegu (Q) oraz 2 z najlepszymi czasami wśród przegranych (q).
| Pozycja | Bieg | Zawodnik                | Państwo          | Czas    | Uwagi |
| ------- | ---- | ----------------------- | ---------------- | ------- | ----- |
| 1       | 2    | Ali al-Deraan           | Arabia Saudyjska | 1:49,16 | Q     |
| 2       | 2    | Jackson Kivuva          | Kenia            | 1:49,17 | Q     |
| 3       | 2    | Abubaker Haydar Abdalla | Katar            | 1:49,19 | Q     |
| 4       | 1    | Marcin Lewandowski      | Polska           | 1:49,22 | Q     |
| 5       | 1    | Jamal Hairane           | Katar            | 1:49,32 | Q     |
| 6       | 1    | Jonathan Kitilit        | Kenia            | 1:49,34 | Q     |
| 7       | 2    | Amine Belferar          | Algieria         | 1:49,34 | q     |
| 8       | 1    | Linus Kiplagat          | Bahrajn          | 1:49,59 | q     |
| 9       | 1    | Roland Christen         | Szwajcaria       | 1:51,61 |       |
| 10      | 1    | Jinson Johnson          | Indie            | 1:52,13 |       |
| 11      | 1    | Kim Bong-soo            | Korea Południowa | 1:52,33 |       |
| 12      | 2    | Jonathan Kipkosgei      | Bahrajn          | 1:52,40 |       |
| 13      | 2    | Diego Villanueva        | Wenezuela        | 1:52,78 |       |
| 14      | 2    | Remi Montero            | Francja          | 1:52,92 |       |
| 15      | 2    | Sajad Bahmani           | Iran             | 1:52,93 |       |
| 16      | 1    | Janis Razgalis          | Łotwa            | 1:55,05 |       |

### Finał
| Pozycja | Tor | Zawodnik                | Państwo          | Czas    | Uwagi |
| ------- | --- | ----------------------- | ---------------- | ------- | ----- |
| 01 !    | 8   | Ali al-Deraan           | Arabia Saudyjska | 1:45,50 | CR    |
| 02 !    | 4   | Jackson Kivuva          | Kenia            | 1:45,70 |       |
| 03 !    | 3   | Marcin Lewandowski      | Polska           | 1:46,36 |       |
| 4       | 5   | Jonathan Kitilit        | Kenia            | 1:46,43 |       |
| 5       | 2   | Amine Belferar          | Algieria         | 1:46,46 |       |
| 6       | 1   | Linus Kiplagat          | Bahrajn          | 1:47,15 |       |
| 7       | 6   | Jamal Hairane           | Katar            | 1:48,68 |       |
| 8       | 7   | Abubaker Haydar Abdalla | Katar            | 1:50,16 |       |